# 马湘
马湘（1889年—1973年），字吉堂，广东新宁（今台山市）人，中华民国陆军中将。
少年习武，随父去墨西哥、加拿大、美国谋生。加拿大军事讲习所毕业。1909年在美国加索追随孙中山参加革命。后加入中华革命党，1915年化名黄升，参加“华侨讨袁先锋敢死队”，并任孙中山卫队士兵。1922年6月，陈炯明叛乱时，护卫宋庆龄有功，获孙中山手书“南方勇士”匾额。1923年3月15日升任大元帅府卫士队副队长。1924年，随孙中山赴北京，任少将副官。1926年11月29日，任广州国民政府委员会高级副官。1927年10月任南京国民政府高级副官。1931年1月17日任总理（孙中山）陵园管理委员会警卫处处长。1936年5月18日被授予国民革命军陆军少将军衔。1937年12月，日军侵入南京后赴香港。1940年4月18日任国民政府侨务委员会委员。1943年3月19日任侨务委员会常务委员。1946年7月31日晋授陆军中将，不久退役。1947年任国父陵园管理委员会拱卫处处长。1948年5月19日任中华民国财政部稽核。后去香港，1949年中华人民共和国成立后，应宋庆龄之邀回广州定居。曾任广东省政协委员。1973年在香港病逝。 